# TV Show
Pour plus de détails, voir Fiche technique et Distribution.
TV Show (インシテミル ７日間のデス・ゲーム, Inshite Miru: 7-kakan no desu gemu) est un film japonais réalisé par Hideo Nakata, sorti en 2010.

## Synopsis
On a promis à dix personnes un métier de rêve qui paye 112 000 yens l'heure, sans expérience ni compétence nécessaires. Ils sont emmenés et enfermés dans un complexe souterrain pour s'entretuer pendant sept jours.

## Fiche technique
- Titre original : インシテミル ７日間のデス・ゲーム (Inshite Miru: 7-kakan no desu gemu?)
- Titre en anglais : The Incite Mill
- Titre français : TV Show
- Réalisation : Hideo Nakata
- Scénarios : Honobu Yonezawa, Satoshi Suzuki
- Société de production : Horipro
- Musique :
- Pays d'origine :  Japon
- Lieu de tournage : Japon
- Langue : japonais
- Genre : horreur
- Durée : 1h47
- Date de sortie : 
  -  Japon : 16 octobre 2010
  -  France : 7 mars 2012 (vidéo)

## Distribution
- Kin'ya Kitaōji : Yoshi Ando
- Nagisa Katahira : Sawako Fuchi
- Shinji Takeda : Sousuke Iwai
- Masanori Ishii : Munehiro Nishino
- Tsuyoshi Abe : Yudai Osako
- Tatsuya Fujiwara : Rikuhiko Yuki
- Aya Hirayama : Wakana Tashibana
- Haruka Ayase : Shoko Suwana
- Satomi Ishihara : Miya Sekimizu
- Takurō Ōno : Yukito Maki
- Yuki Himura : voix de la figurine indienne